# Traul

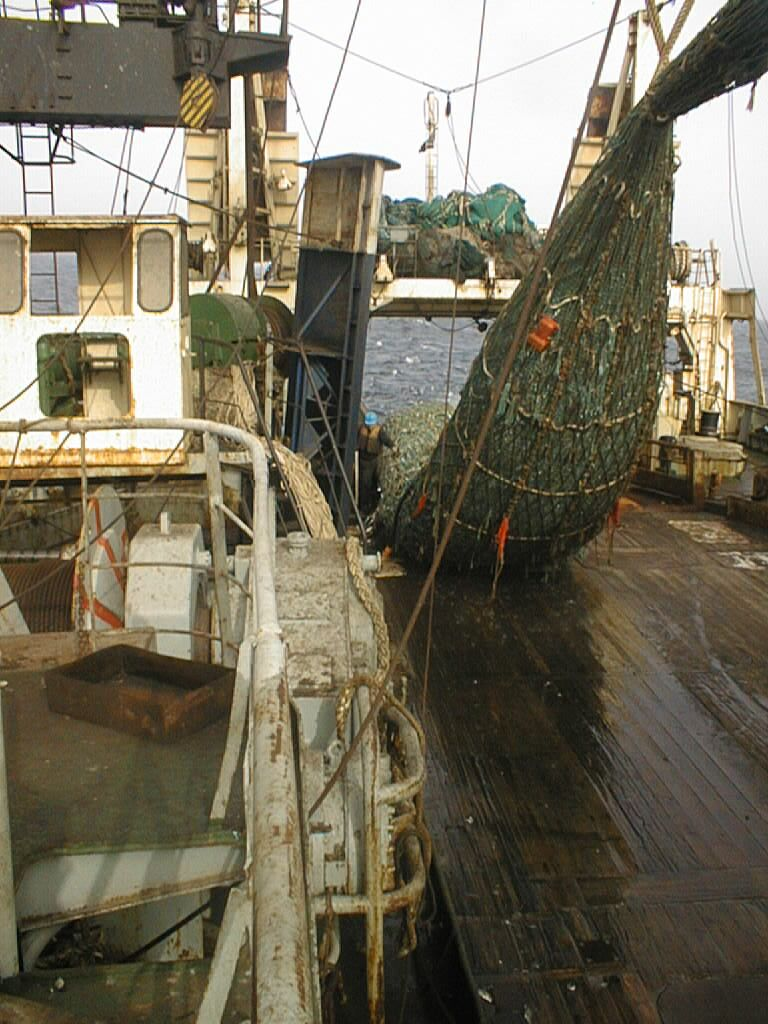
Traul cu deschidere verticală

Traul este o plasă de dimensiuni mari în formă de sac destinată pescuitului industrial cu nave specializate numite traulere.
Se compune din aripi, matiță și sac, precum și din capac, talpă și două laterale.
Plasa este susținută de un schelet format din parâme longitudinale sau topenanți și din parâme transversale sau centuri.
Parâma de la gura traulului, care are formă eliptică la deplasarea prin apă, poartă denumirea de hedlain pentru partea de deasupra și de grundrop pentru partea de dedesubt.
Gura traulului este menținută deschisă pe verticală cu ajutorul flotoarelor montate pe hedlain și al greutăților de diferite forme, montate pe grundrop, iar pe orizontală cu ajutorul unor panouri.
Traulul este lansat de la pupa navei și se deschide pe orizontală cu ajutorul a două panouri, sau pe verticală cu ajutorul unor flotoare și greutăți.
Lansarea se face în etapele: 
- pregătirea pentru lansare;
- aruncarea peste bord a sacului și a plaselor;
- coborârea bobinetelor de-a lungul slepului;
- fixarea clecelor;
- filarea cablurilor și prinderea rolelor de stoper;
- prinderea panourilor;
- filarea panourilor și vaierelor.

## Tipuri de traule
Traulele pot fi de mai multe tipuri:
- traul de fund – folosit pentru pești bentonici, are o deschidere de 30-40 m pe orizontală și 3-5 m pe verticală
- traul pelagic – folosit pentru adâncimi intermediare, cu o deschidere pe orizontală de 50-60 m și pe verticală de 20-30 m.
- traul semipelagic.

Pentru observarea peștelui și plasarea la adâncimea necesară, traulele sunt prevăzute la partea superioară cu o sondă ultrason care primtr-un cablu electric transmite indicațiile la un înregistrator aflat la bordul navei.